# Пресли, Лиза Мари
Ли́за Мари́ Пре́сли (англ. Lisa Marie Presley, во втором замужестве — Пресли-Джексон (англ. Presley-Jackson); 1 февраля 1968, Мемфис, Теннесси, США — 12 января 2023, Калабасас, Лос-Анджелес, Калифорния, США) — американская певица и автор песен.
Единственный ребёнок певца и актёра Элвиса Пресли и актрисы Присциллы Пресли, а также единственная наследница имущества своего отца. Пресли сделала карьеру в музыкальном бизнесе и выпустила три альбома: «To Whom It May Concern» в 2003 году, «Now What» в 2005 году и «Storm & Grace» в 2012 году. Её первый альбом получил золотой сертификат Ассоциации звукозаписывающей индустрии Америки. Пресли также выпустила синглы, в том числе дуэты с отцом, используя треки, выпущенные им перед смертью.
Пресли была замужем за музыкантом Дэнни Кио, певцом Майклом Джексоном, актёром Николасом Кейджем и музыкальным продюсером Майклом Локвудом.

## Ранние годы

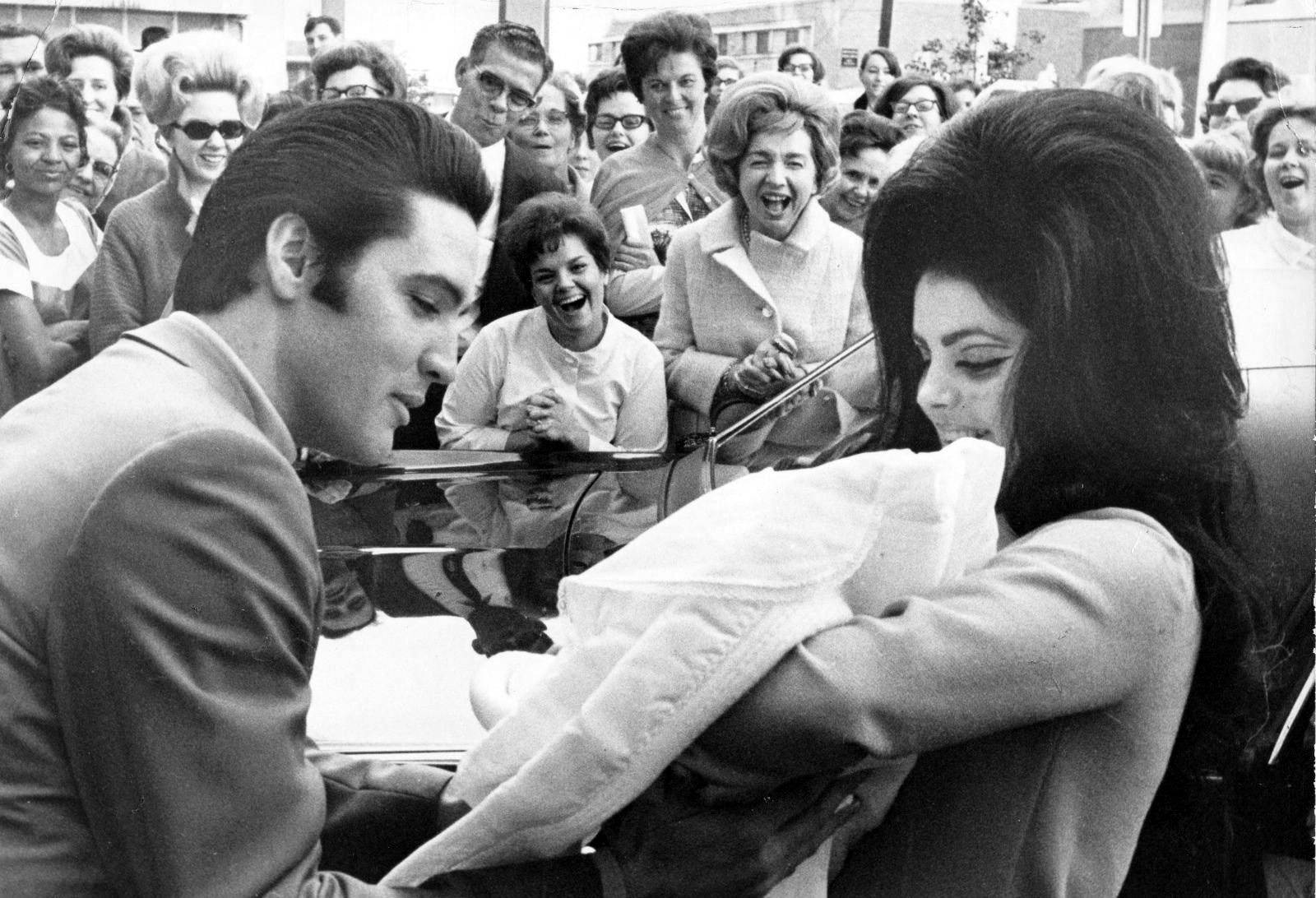
Элвис и Присцилла с новорожденной Лизой Мари, февраль 1968 года

Лиза Мари родилась 1 февраля 1968 года в семье Элвиса и Присциллы Пресли в Мемфисе, Теннесси, через девять месяцев после свадьбы родителей. После развода родителей она жила с матерью в Лос-Анджелесе, Калифорния, часто оставаясь с отцом в Грейсленде в Мемфисе.
Когда в августе 1977 года умер её отец, девятилетняя Пресли стала совместной наследницей его имущества со своим дедом Верноном Пресли и прабабушкой Минни Мэй Худ Пресли. После смерти Вернона в 1979 году и Минни Мэй в 1980 году она стала единственной наследницей и унаследовала Грейсленд. В 1993 году, когда ей исполнилось 25 лет, она унаследовала имущество, стоимость которого оценивалась в 100 миллионов долларов. В 2004 году Пресли продала 85 % имущества своего отца.
В конце 1970-х годов, через год или два после смерти отца, она посетила свой первый рок-концерт, увидев группу Queen в Инглвуде, Калифорния. После концерта она подарила Фредди Меркьюри шарф своего отца и выразила своё восхищение постановкой.
Её родители развелись, когда ей было четыре года. Лизе было девять лет, когда умер её отец. Вскоре после смерти отца её мать начала встречаться с актёром Майклом Эдвардсом. По сообщениям, Лиза Мари подверглась сексуальному насилию со стороны Эдвардса, когда ей было от 12 до 15 лет. В интервью журналу Playboy в 2003 году Пресли сказала, что Эдвардс имел привычку вторгаться в её личную комнату в состоянии алкогольного опьянения и вёл себя с ней неподобающим образом.
Обучалась во многих учебных заведениях, главным образом — в школах-интернатах. Её несколько раз исключали из лос-анджелесских школ из-за проблем с наркотиками (особенно с кокаином). Некоторое время Лиза Мари была студенткой школы Церкви саентологии, находящейся в Лос-Анджелесе.

## Карьера
Карьеру певицы начала после знакомства с известной актрисой, автором и исполнителем песен Линдой Томпсон, которая какое-то время была в близких отношениях с её отцом.
Свой дебютный альбом выпустила в апреле 2003 года и назвала его «To Whom It May Concern». Позже последовал альбом «Now What».
В 2002 году она и бизнесмен Нил Буш (брат президента Джорджа Буша-мл.) вместе выступали на слушании Конгресса США против медикаментозного лечения детей с расстройствами психики.
История жизни её родителей, рождения и детства до кончины отца в 1977 году были описаны в книге её матери «Элвис и я».
Вечером 10 января 2023 года Лиза Мари Пресли приняла участие в награждении фильма «Элвис» о её отце Элвисе Пресли на 80-й церемонии вручения премии «Золотой глобус», которую она посетила вместе со своей матерью, Присциллой Пресли. Это последнее появление Лизы Мари Пресли на публике широко освещалось каналами телевидения и мировыми СМИ.

### Филантропия
Пресли была филантропом, так как она долгое время курировала Благотворительный фонд Элвиса Пресли, который помогает бездомным семьям и предлагает бесплатное жилье, детские сады для детей и другие услуги нуждающимся семьям. Она также работала с Ангельской сетью Опры Уинфри, чтобы оказать помощь пострадавшим от урагана Катрина, а также с Фабрикой грёз, чтобы помочь детям с опасными для жизни заболеваниями или инвалидностью.

## Личная жизнь

### Браки и дети
С 1988 по 1994 год Пресли была замужем за музыкантом Дэнни Кио. Они оставались близкими друзьями на протяжении всей жизни. В браке родилось двое детей: дочь Даниэль Райли Кио (род. 29 мая 1989) и сын Бенджамин Сторм Кио (21 октября 1992 — 12 июля 2020). Бенджамин покончил с собой, застрелившись у себя дома в Калабасасе, Калифорния, в возрасте 27 лет.
С 26 мая 1994 года по январь 1996 год Пресли была замужем за певцом Майклом Джексоном. Они впервые встретились в 1974 году, когда шестилетняя Пресли присутствовала на его концерте в Sahara Tahoe. Они познакомились в ноябре 1992 года. В 1993 году они путешествовали вместе по разным местам и мероприятиям. Лиза оказывала большую помощь и поддержку Майклу после обвинений в домогательствах, они начали встречаться. После развода они встречались и поддерживали отношения около четырех лет. В конце концов, они чувствовали, что они «лучшие спутники, чем любовники». Дальше они общались периодически.
После смерти Джексона в 2009 году Пресли «чувствовала себя опустошенной». На похороны Майкла Пресли пришла со своей дочерью Райли, на ней было ее помолвочное кольцо с 1994 года.
В мае 1999 года Пресли познакомилась с музыкантом Джоном Ошайце и обручилась с ним за два дня до Рождества. Она прервала помолвку в марте 2001 года, примерно через пять месяцев после встречи с Николасом Кейджем на вечеринке.
Третий брак был с Николасом Кейджем. Они поженились в Камуэле, Гавайи, 10 августа 2002 года. Кейдж подал на развод 25 ноября 2002 года, а развод был завершен 24 мая 2004 года.
С 2006 по 2016 год Пресли была замужем за музыкальным продюсером Майклом Локвудом, но развод закончился в 2021 году. Дэнни Кио был шафером на их свадьбе. В браке родились дочери-близнецы: Харпер Вивьенн Энн Локвуд и Финли Аарон Лав Локвуд (род. 7 октября 2008).
Дэнни Кио и Пресли снова начали жить вместе с 2020 года после смерти их сына.

### Саентология
Пресли была введена в Церковь Саентологии в 1977 году своей матерью. В 2016 году Лиза Пресли официально оставила саентологию, хотя ещё в 2008 году она уже испытывала растущее недовольство саентологией.

## Смерть

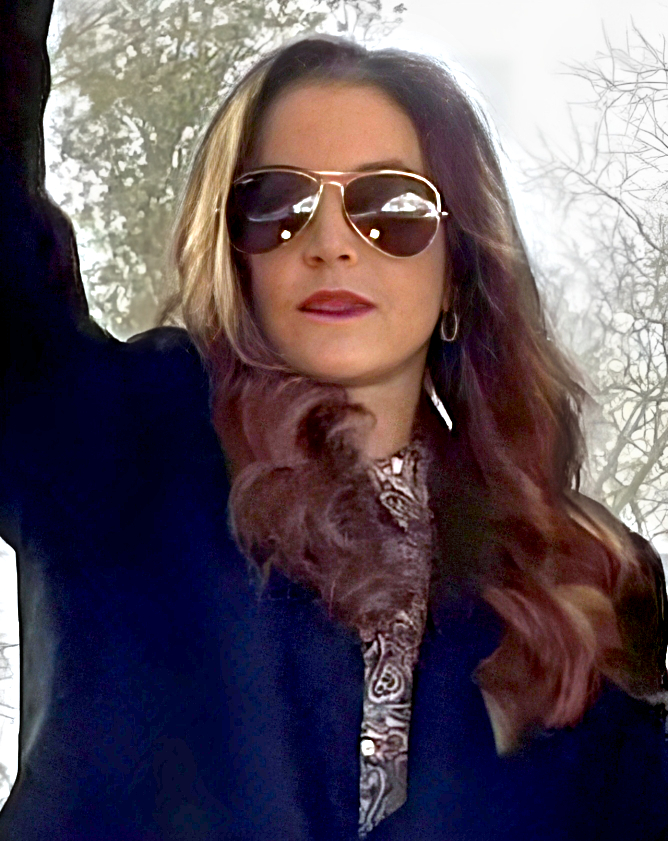
Лиза Мари Пресли на праздновании 88-го дня рождения Элвиса в Грейсленде в Мемфисе, 8 января 2023 года

12 января 2023 года около 10:30 утра у Пресли произошла остановка сердца в её доме в Калабасасе, штат Калифорния. Прибывшим на вызов парамедикам удалось перезапустить сердце Пресли по пути в лос-анджелесскую больницу Уэст-Хиллз после искусственного дыхания, но она умерла позже в тот же день, не дожив менее трёх недель до своего 55-летия. Согласно отчёту о вскрытии, Пресли умерла от «непроходимости тонкого кишечника», вызванной перенесённой бариатрической операцией. Вскрытие показало, что опиоиды, обнаруженные в её организме, не способствовали смерти.
Последнее публичное появление Пресли состоялось двумя днями ранее на 80-й церемонии вручения премии «Золотой глобус», которую она посетила со своей матерью. Сотни людей посетили публичную поминальную службу Пресли, которая прошла в Грейсленде 22 января, и более 1,5 миллиона человек смотрели службу в прямом эфире. Пресли была похоронена в саду медитации Грейсленд рядом со своим сыном Бенджамином и отцом Элвисом.
Среди присутствующих (некоторые из которых выразили устную и/или музыкальную дань уважения) были мать и три дочери Пресли, друг семьи Джерри Шиллинг, бывший мэр Мемфиса Эй Си Уортон, солист «Guns N’ Roses» Эксл Роуз, солист «The Smashing Pumpkins» Билли Корган, Сара, герцогиня Йоркская, госпел-квартет «The Blackwood Brothers», певица Аланис Мориссетт, а также режиссёр и актёр фильма «Элвис» — Баз Лурман и Остин Батлер, соответственно.

## Дискография

### Студийные альбомы
| Название               | Описание                                                                                      | Топ позиции в чартах | Топ позиции в чартах | Топ позиции в чартах | Топ позиции в чартах | Уровень продаж |
| Название               | Описание                                                                                      | US                   | GER                  | SWI                  | UK                   | Уровень продаж |
| ---------------------- | --------------------------------------------------------------------------------------------- | -------------------- | -------------------- | -------------------- | -------------------- | -------------- |
| To Whom It May Concern | - Дата релиза: April 8, 2003 - Студия: Capitol Records - Форматы: CD, music download          | 5                    | 74                   | 86                   | 52                   | - US: Gold     |
| Now What               | - Дата релиза: April 5, 2005 - Студия: Capitol Records - Форматы: CD, music download          | 9                    | —                    | 76                   | —                    |                |
| Storm & Grace          | - Дата релиза: May 15, 2012 - Студия: Universal Republic - Форматы: CD, vinyl, music download | 45                   | —                    | —                    | —                    |                |

### Синглы
| Год  | Название                             | Топ позиции в чартах | Топ позиции в чартах | Топ позиции в чартах | Топ позиции в чартах | Топ позиции в чартах | Топ позиции в чартах | Альбом                 |
| Год  | Название                             | US AC                | US Adult             | US Pop               | AUS                  | NZ                   | UK                   | Альбом                 |
| ---- | ------------------------------------ | -------------------- | -------------------- | -------------------- | -------------------- | -------------------- | -------------------- | ---------------------- |
| 2003 | «Lights Out»                         | —                    | 18                   | 34                   | 29                   | 28                   | 16                   | To Whom It May Concern |
| 2003 | «Sinking In»                         | —                    | —                    | —                    | —                    | —                    | —                    | To Whom It May Concern |
| 2005 | «Dirty Laundry»                      | 36                   | —                    | —                    | —                    | —                    | —                    | Now What               |
| 2005 | «Idiot»                              | —                    | —                    | —                    | —                    | —                    | —                    | Now What               |
| 2007 | «In the Ghetto» (with Elvis Presley) | —                    | —                    | —                    | —                    | —                    | —                    |                        |
| 2012 | «You Ain’t Seen Nothing Yet»         | —                    | —                    | —                    | —                    | —                    | —                    | Storm & Grace          |

«—» обозначает релизы, которые не попали в чарты

### Видеоклипы
| Год  | Название                                  | Режиссёр         |
| ---- | ----------------------------------------- | ---------------- |
| 2003 | «Lights Out»                              | Francis Lawrence |
| 2003 | «Sinking In»                              | Barnaby Roper    |
| 2005 | «Dirty Laundry»                           | Patrick Hoelck   |
| 2005 | «Idiot»                                   | Patrick Hoelck   |
| 2012 | «You Ain’t Seen Nothing Yet»              | Dean Karr        |
| 2012 | «I Love You Because» (with Elvis Presley) |                  |
| 2013 | «Over Me»                                 |                  |